# Enrique Planas Espalter
Enrique Planas y Espalter (Barcelona, 1854 - ibíd., 1894) fue un periodista y escritor carlista español.

## Biografía
Cursó la carrera de derecho en su ciudad natal, y desde su juventud militó en las filas del partido tradicionalista, distinguiéndose por su afición a la controversia y por sus dotes de organizador y propagandista infatigable. Fue uno de los fundadores de la Juventud Católica de Barcelona, de la que fue presidente en la época del mayor florecimiento y actividad de esta corporación. Organizó la peregrinación llamada de Santa Teresa, que consiguió llevar 30.000 peregrinos españoles a dar testimonio de adhesión al Papa Pío IX. Inició los certámenes literarios con que la misma entidad fomentó el renacimiento de las letras catalanas. Arturo Masriera lo definió como «el ingenio más agudo y el carácter más organizador que en aquellos días contaba la comunión tradicionalista».

En las luchas periodísticas que en España dividieron a los católicos en 1884-86 entre los llamados íntegros y mestizos, Planas y Espalter tomó parte activa y se distinguió por el ardor y vehemencia con que luchó por las ideas integristas.
Después de una dilatada actividad forense y periodística en El Correo Catalán y otros periódicos barceloneses, en 1885 entró en la Compañía de Jesús, en la que no llegó a profesar, ordenándose de sacerdote fuera de la orden. En estos años aumentaron las manifestaciones de su celo apostólico y de sus campañas apologéticas. Tuvo la iniciativa de consagrar colectivamente toda la prensa tradicionalista al Sagrado Corazón de Jesús, a la que se adhirieron los periódicos integristas. De acuerdo con la Enciclopedia Espasa, su muerte en Barcelona en 1894 representó una gran pérdida para la causa católica.

## Obras
- La escuela histórica del derecho es el gran enemigo de la restauración católica de las ciencias sociales (Barcelona, 1884)
- Vida de San Benito José Labre (Barcelona, 1882)